# إيزابيل كوخر
إيزابيل كوخر (بالفرنسية: Isabelle Kocher)‏ هي سيدة أعمال فرنسية، ولدت في 9 ديسمبر 1966 في نويي-سور-سين في فرنسا.

## روابط خارجية
- إيزابيل كوخر على موقع مونزينجر (الألمانية)